# Kik
Kik Messenger — застосунок обміну миттєвими повідомленнями для мобільних пристроїв. Він доступний безкоштовно на більшості операційних систем iOS, Android, Windows Phone, BlackBerry і Symbian. Kik використовує тарифний план смартфону чи Wi-Fi щоб передавати і отримувати повідомлення. Це особливість, яка приваблює осіб, що прагнуть уникнути тарифів, встановлених провайдерами послуг інтернет-зв'язку. Kik пропонує негайний обмін повідомленнями, а також дозволяє користувачам ділитися зображеннями (фотографіями, малюнками), голосовими повідомленнями та іншим контентом. Kik вимагає реєстрації імені користувача як форми ідентифікації.

## Історія
Компанія Kik Interactive була заснована в 2009 році групою студентів університету Ватерлоо в Канаді. Kik Messenger був їх першим додатком, випущеним 19 жовтня 2010 року. Через 15 днів після виходу, аудиторія застосунку сягнула мільйона реєстрацій.
24 листопада 2010 року Research In Motion (RIM) вилучила Kik Messenger з BlackBerry App World та обмежила функціональність програмного забезпечення для своїх користувачів. RIM також подав до суду на Kik Interactive за порушення патенту та зловживання торговельними марками. У жовтні 2013 року компанії врегулювали позов із нерозголошеними умовами.
У 2015 році компанія отримала інвестиції на суму в 50 мільйонів доларів від китайського інтернет-гіганта Tencent, материнської компанії популярного китайського сервісу обміну повідомленнями WeChat. Інвестиція принесла компанії оцінку в мільярд доларів.
У 2017 році Kik, випустивши криптовалюту Kin, зібрав майже 100 мільйонів доларів в ICO на блокчейні Ethereum.
У листопаді 2017 року Kik Messenger без пояснень видалили з Microsoft Store. Станом на 23 січня 2018 року ні розробники, ні Microsoft не надали коментарів чи поясненнь щодо видалення програми.
У липні 2018 року Фонд Kin випустив бета-версію додатку Kinit в магазині Google Play, доступ до якого мають лише жителі США. Він пропонує різні способи заробляти та витрачати монети Kin; наприклад, користувач може виконувати прості опитування, щоб заробити Kin і витратити їх на цифрові товари, такі як подарункові картки.
У вересні 2019 року генеральний директор і засновник Kik Тед Лівінгстон оголосив у своєму блозі, що Kik Messenger буде закритий 19 жовтня 2019 року, а понад 100 співробітників будуть звільнені. Однак пізніше це рішення було скасовано, і в жовтні 2019 року Medialab придбала Kik Messenger.

## Особливості
- Безкоштовний обмін повідомленнями через різні операційні системи
- Індивідуальний чи груповий чат
- Посилання картинок
- Дозволяє користувачам бачити, чи повідомлення відправляється, доставлене або прочитане
- Без повідомленнєвих зборів
- Оффлайн-повідомлення
- Налаштовувані параметри повідомлень
- Без реклами
- Зовнішній API
- До 9 людей в розмові, включаючи вас.